# رجل الرمل
رجل الرمل هو فيلم من نوع دراما وكوميديا وفنتازيا ورومانسية أُصدر في 2011.  الفيلم من إخراج وسيناريو Peter Luisi ‏.

## طاقم التمثيل
- سيجي تيربورتن  [لغات أخرى]‏
- فابيان كروغر  [لغات أخرى]‏
- Irene Brügger-Hodel  [لغات أخرى]‏
- Max Rüdlinger  [لغات أخرى]‏
- فاز شلاتر  [لغات أخرى]‏

## الإنتاج
موسيقى الفيلم التصويرية كانت من تأليف Michael Duss ‏.

## وصلات خارجية
- رجل الرمل على موقع IMDb (الإنجليزية)
- رجل الرمل على موقع ألو سيني (الفرنسية)
- رجل الرمل على موقع Turner Classic Movies (الإنجليزية)
- رجل الرمل على موقع أول موفي (الإنجليزية)
- رجل الرمل على موقع فيلمافينيتي (الإسبانية)
- رجل الرمل على موقع قاعدة بيانات الفيلم (الإنجليزية)
- رجل الرمل على موقع ليتربوكسد (الإنجليزية)
- رجل الرمل على موقع كينوبويسك (الروسية)